# Vladimir Herzog
Vladimir Herzog, nato Vlado (Osijek, 27 giugno 1937 – San Paolo, 25 ottobre 1975), è stato un giornalista e drammaturgo brasiliano di origine jugoslava.
Fu ucciso il 25 ottobre 1975 dalla polizia segreta brasiliana. La sua morte ha avuto grande impatto nell'opinione pubblica brasiliana e ha dato inizio al lento processo di democratizzazione nel Paese.

## Biografia
Vlado Herzog nacque il 27 giugno 1937 ad Osijek, nell'odierna Croazia, in una famiglia di religione ebraica. Negli anni quaranta la sua famiglia scappò dalla Jugoslavia per sfuggire alle persecuzioni razziali e si rifugiò in Brasile.

Nel 1959 si laureò in filosofia all'Universidade de São Paulo e viene assunto come giornalista nel giornale O Estado de S. Paulo. In quegli anni cambiò il nome in Vladimir, variante brasiliana di Vlado. Lavorò per due anni per la BBC.

Nel 1970 divenne direttore di TV-Cultura, rete televisiva gestito dal governo dello Stato di San Paolo. Fu anche drammaturgo, professore di giornalismo e membro del Partito Comunista del Brasile, all'epoca clandestino.

### Sequestro e morte
Il 24 ottobre 1975 Herzog fu chiamato a testimoniare riguardo alla sua militanza nel PCB e il giorno seguente fu arrestato da agenti del DOI-CODI, la polizia segreta brasiliana insieme ad altri due giornalisti, Jorge Duque Estrada Benigno e Leandro Konder. Fu in seguito interrogato sotto tortura e strangolato. Gli agenti inscenarono un suicidio, appendendo il corpo di Herzog ad una grata della cella per mezzo di una cintura e archiviando il caso come suicidio, anche se in seguito furono rilevati evidenti segni di torture e pestaggi nel corpo, escludendo l'ipotesi del suicidio. Nel 2012 è stato rilasciato un nuovo certificato di morte, che attribuiva la morte ad un pestaggio ad opera dei poliziotti del DOI-CODI.

### Conseguenze
L'opinione pubblica non accettò la versione del suicidio fornita dall'autopsia. Il presidente brasiliano Ernesto Geisel si schierò contro i poliziotti, definendoli criminali. Con la morte del giornalista, in Brasile iniziò un lento processo di democratizzazione che portò alle libere elezioni nel 1984.

Nel 2009 venne fondato in sua memoria l'Instituto Vladimir Herzog